# 6412 Kaifu
6412 Kaifu è un asteroide della fascia principale interna. Scoperto nel 1993, presenta un'orbita caratterizzata da un semiasse maggiore pari a 2,357670 UA e da un'eccentricità di 0,047035, inclinata di 6,827993° rispetto all'eclittica.
Fa parte della famiglia di asteroidi Vesta.